# Getinghonung
Getinghonung är ett musikalbum av Cornelis Vreeswijk från 1974. Albumet spelades in 9–12 september 1974 och producerades av Göte Wilhelmson.
Låten "Jag och Bosse Lidén" är Cornelis svenska version av den gamla hiten "Me and Bobby McGee" och han gör även sin version på Bob Dylans "The Ballad of Hollis Brown", som på svenska blev  "Kalle Holm". I låten "Vårvisa" sjungs en strof på holländska av Cornelis och en på värmländska av Monica Zetterlund, som också gjorde musiken. Han gör även en version av J.J. Cales "After midnight" som i Cornelis tappning blev "Droskblues".

## Låtlista
Alla låtar är skrivna av Cornelis Vreeswijk om inget annat anges.

### Sida A
1. "Jag och Bosse Lidén" (Musik: Kris Kristofferson – svensk text: C. Vreeswijk) – 3:55 Originaltitel: "Me and Bobby McGee"
2. "Shåwinistblues" – 2:35
3. "Getinghonung à la Flamande" (Flamländsk folkvisa, bearbetad av C. Vreeswijk) – 4:10
4. "Kalle Holm" (Musik: Bob Dylan – svensk text: C. Vreeswijk) – 3:00 Originaltitel: "The Ballad of Hollis Brown"
5. "Polaren Per hos det sociala" – 3:35
6. "Vårvisa" (Musik: Monica Zetterlund – holländsk text: Gerrit den Braber) – 3:50

### Sida B
1. "Lill-Klas' elektriska bas" (Musik: J. J. Cale – svensk text: C. Vreeswijk) – 2:40 Originaltitel: "Clyde"
2. "Getinghonung à la Berzelii" – 4:25
3. "Po Rom Pom Po'n" (Musik: Juan Solano – svensk text: C. Vreeswijk) – 3:50 Originaltitel: "El Porompompero"
4. "Den falska flickan" – 2:45
5. "Getinghonung Provençale" – 4:35
6. "Droskblues" (Musik: J. J. Cale – svensk text: C. Vreeswijk) – 3:00 Originaltitel: "After Midnight"

## Musiker
- Cornelis Vreeswijk – sång, gitarr
- Rune Gustafsson – gitarr
- Sture Åkerberg – bas
- Janne Schaffer – gitarr
- Knud Jørgensen – piano, orgel, congas
- Johan Dielemans – trummor, tamburin, pukor, bongotrummor, koskälla
- Monica Zetterlund – sång
- Jan Allan – trumpet
- Björn Ståbi – violin
- Ole Hjorth – violin
- Göte Wilhelmson – dragspel